# Alvania herrerae
Alvania herrerae är en snäckart som beskrevs av Baker, Hanna och Strong 1930. Alvania herrerae ingår i släktet Alvania och familjen Rissoidae. Inga underarter finns listade i Catalogue of Life.